# Kyselina chlorečná
Kyselina chlorečná, HClO3, je kyslíkatá kyselina chloru, formální prekurzor chlorečných solí. Je to silná kyselina (pKa ≈ −1) a oxidační činidlo.
Připravuje se reakcí kyseliny sírové s chlorečnanem barnatým, nerozpustný síran barnatý se odstraňuje srážením:
Ba(ClO3)2 + H2SO4 → 2 HClO3 + BaSO4
Jinou metodou je zahřívání kyseliny chlorné, kdy dochází k disproporcionaci a vzniká kyselina chlorečná a chlorovodíková:
3 HClO → HClO3 + 2 HCl
Kyselina chlorečná je v chladných roztocích stabilní do koncentrace cca 30 %, roztoky do 40 % lze připravovat opatrným odpařováním při sníženém tlaku. Nad tuto koncentraci, a také při zahřívání, se roztoky kyseliny chlorečné rozkládají za vzniku celé škály produktů, například:
8 HClO3 → 4 HClO4 + 2 Cl2 + 3 O2 + 2 H2O
3 HClO3 → HClO4 + 2 ClO2 + H2O
Rozklad je řízen kinetickými faktory, kyselina chlorečná není termodynamicky stabilní.